# ナロルフィン
ナロルフィン（英: nalorphine）とは2つのオピオイド受容体に作用する薬物。μ受容体にはアンタゴニストとして、κ受容体にはアゴニストとして作用する。ナロルフィンはオピオイドの過剰投与時の回復やオピオイド依存性の判定の負荷試験に使用される。